# Majdanki
Majdanki [mai̯ˈdaŋki] est un village polonais de la gmina de Chlewiska, du powiat de Szydłowiec et dans la voïvodie de Mazovie dans le centre-est de la Pologne.
Il est situé à environ 8 kilomètres au sud-ouest de Chlewiska, 11 kilomètres au sud-ouest de Szydłowiec et à 117 kilomètres au sud de Varsovie.
Le village compte approximativement 140 habitants en 2008.